# Diócesis de Willemstad
La diócesis de Willemstad (en latín: Dioecesis Gulielmopolitana, en neerlandés: Bisdom Willemstad y en papiamento, Diosesano di Willemstad) es una circunscripción eclesiástica de la Iglesia católica en el Caribe Neerlandés. Se trata de una diócesis latina, sufragánea de la arquidiócesis de Puerto España. Desde el 7 de enero de 2025 es sede vacante y su administrador apostólico es el arzobispo Charles Jason Gordon.

## Territorio y organización

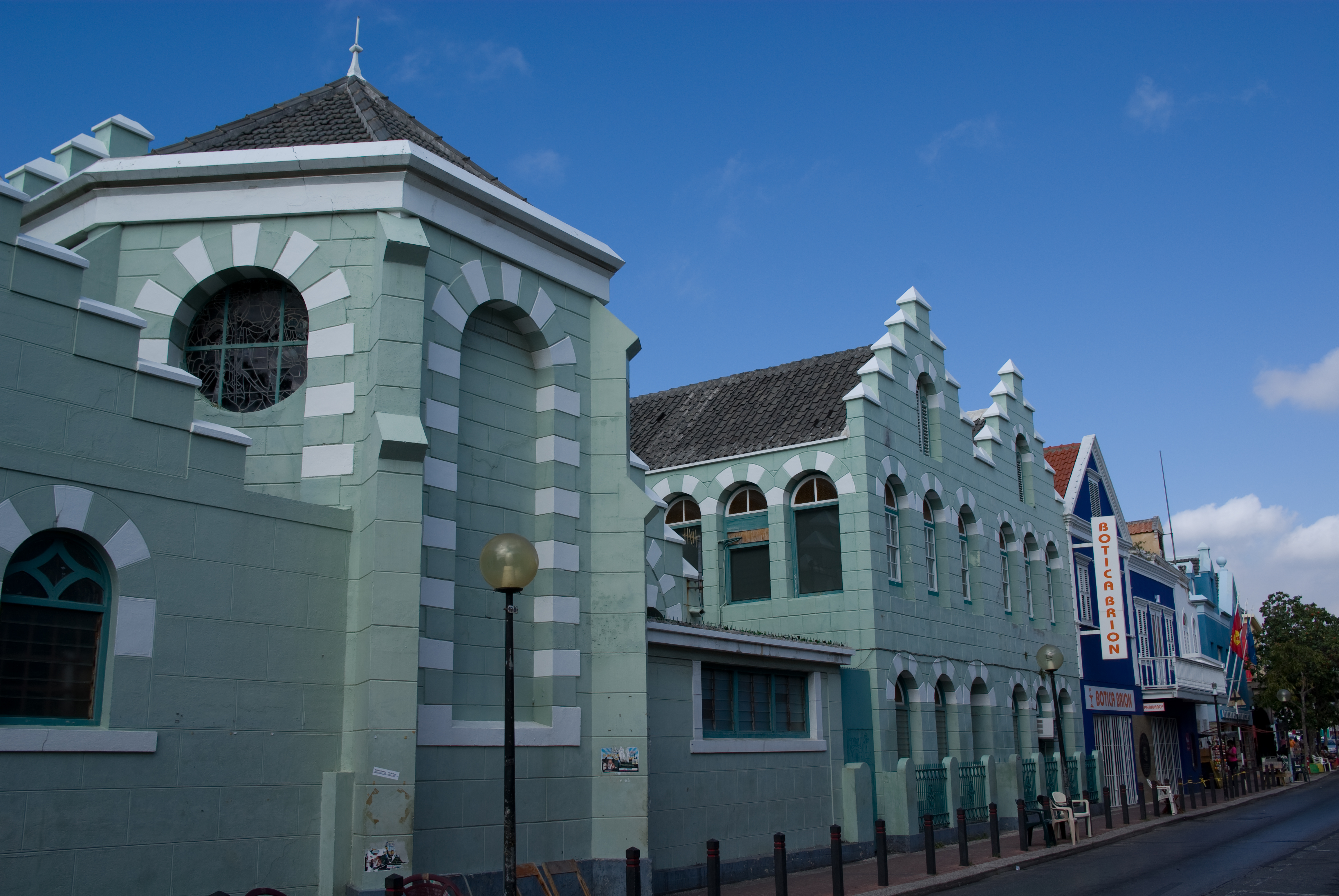
Concatedral basílica de Santa Ana, en Willemstad

La diócesis tiene 993 km² y extiende su jurisdicción sobre los fieles católicos de rito latino residentes en el Caribe Neerlandés, formado por los países constituyentes del Reino de los Países Bajos de Curazao, Aruba y Sint Maarten, así como también por los municipios especiales de Bonaire, San Eustaquio y Saba. La diócesis tiene como vecinas a la de diócesis de Punto Fijo al sureste y a la arquidiócesis de Coro al sur.

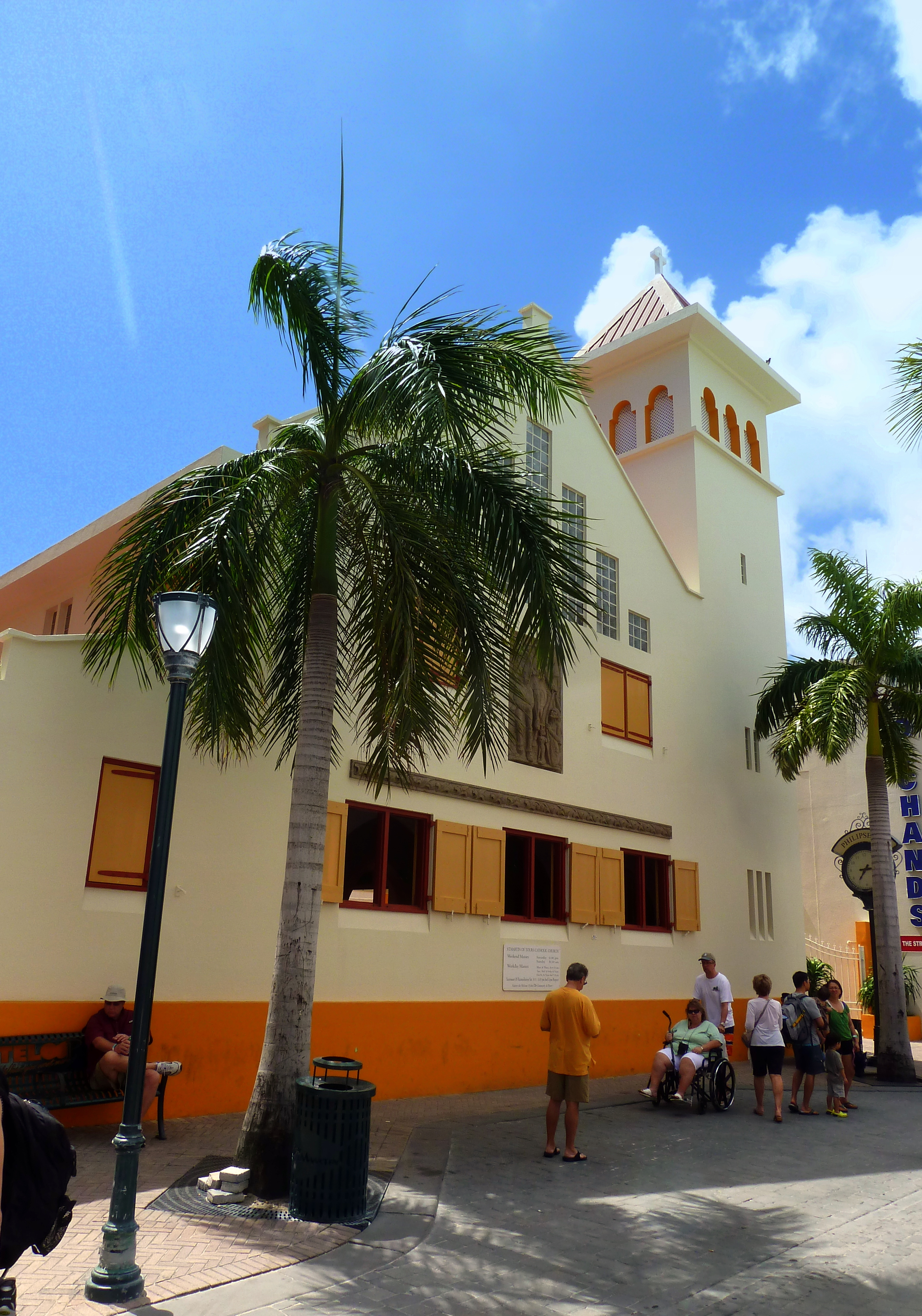
Iglesia de San Martín de Tours, en Philipsburg (isla de San Martín)

La sede de la diócesis se encuentra en la ciudad de Willemstad, en la isla de Curazao, en donde se halla la Catedral de la Reina del Santísimo Rosario y la Concatedral basílica de Santa Ana.

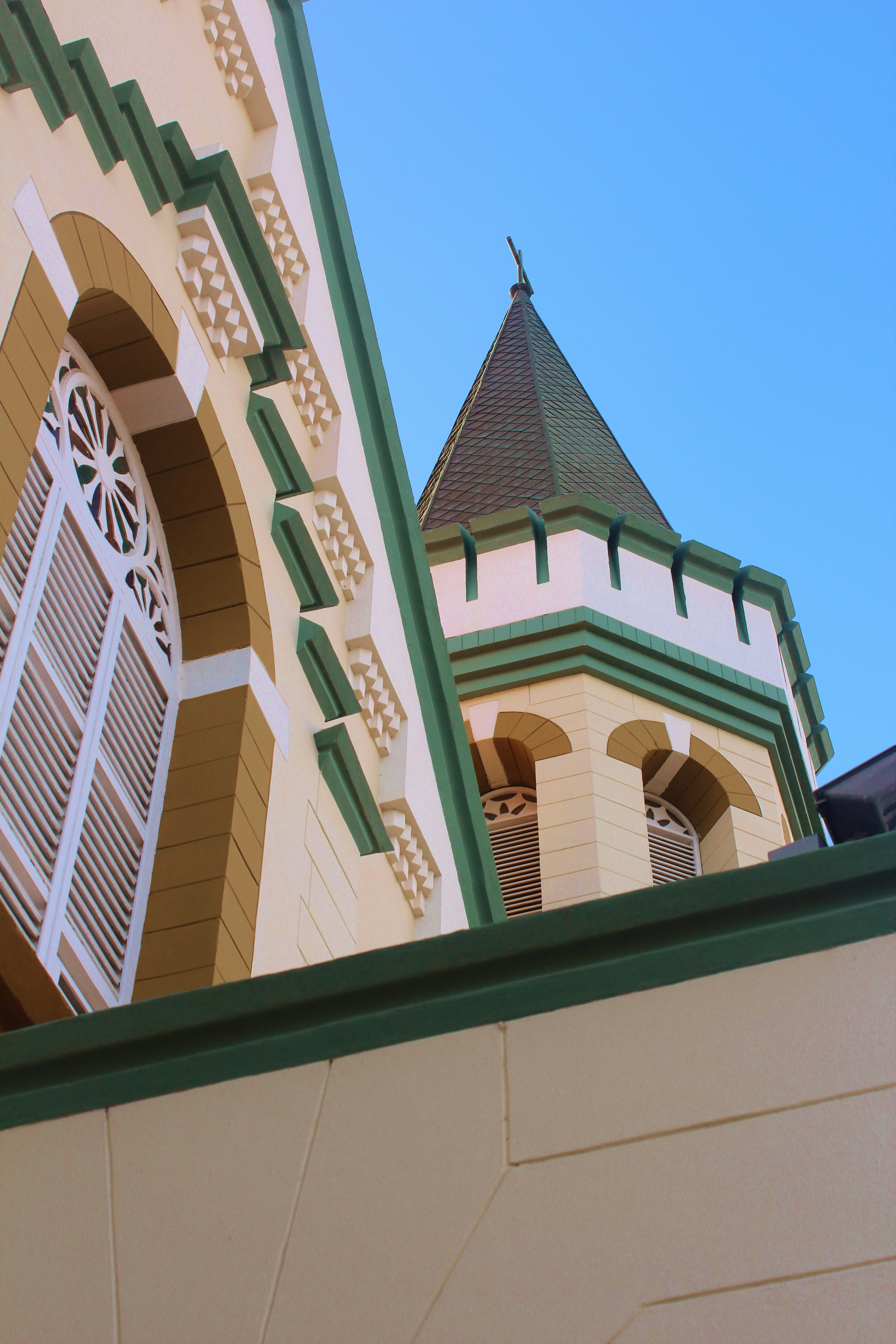
Iglesia de San Francisco de Asís, en Oranjestad (Aruba)

En 2022 en la diócesis existían 38 parroquias:
- 11 en Aruba;
- 3 en Bonaire;
- 22 en Curazao;
- 3 en Saba;
- 1 en San Eustaquio;
- 3 en San Martín.

## Historia

### Prefectura apostólica
La prefectura apostólica de Curazao (Curacensis) fue erigida en 1752, desmembrando su territorio de la arquidiócesis de Caracas, aunque de hecho el territorio era administrado por la diócesis de San Juan (hoy arquidiócesis).

### Vicariato apostólico
El 20 de septiembre de 1842 la prefectura apostólica fue elevada a vicariato apostólico mediante el breve Apostolici ministerii del papa Gregorio XVI.

### Diócesis
El vicariato apostólico fue elevado a la categoría de diócesis por el papa Pablo VI el 28 de abril de 1958 y tomó su nombre actual. Inicialmente inmediatamente sujeta a la Santa Sede, el mismo pontífice la colocó como sufragánea de la arquidiócesis de Puerto España el 29 de julio de 1968 mediante bula Si quis mente.
El 19 de marzo de 1975, mediante el decreto Excellentissimus de la Congregación para la Evangelización de los Pueblos, la basílica de Santa Ana, en Willemstad, fue elevada al rango de concatedral.

## Estadísticas
Según el Anuario Pontificio 2023 la diócesis tenía a fines de 2022 un total de 246 781 fieles bautizados.
| Año                                                                             | Población            | Población | Población      | Sacerdotes | Sacerdotes    | Sacerdotes    | Bautizados por sacerdote | Diáconos permanentes | Religiosos | Religiosos | Parroquias |
| Año                                                                             | Bautizados católicos | Total     | % de católicos | Total      | Clero secular | Clero regular | Bautizados por sacerdote | Diáconos permanentes | Varones    | Mujeres    | Parroquias |
| ------------------------------------------------------------------------------- | -------------------- | --------- | -------------- | ---------- | ------------- | ------------- | ------------------------ | -------------------- | ---------- | ---------- | ---------- |
| 1948                                                                            | 107 694              | 147 000   | 73.3           | 57         | 3             | 54            | 1889                     |                      | 129        | 319        | 24         |
| 1966                                                                            | 30 000               | 160 000   | 18.8           | 71         | 3             | 68            | 422                      |                      | 130        | 370        | 35         |
| 1970                                                                            | ?                    | 220 000   | ?              | ?          | 62            | 62            | ?                        |                      | 170        | 298        | 30         |
| 1976                                                                            | 200 000              | 235 000   | 85.1           | 61         | 9             | 52            | 3278                     |                      | 122        | 214        | 37         |
| 1980                                                                            | 215 000              | 260 000   | 82.7           | 58         | 10            | 48            | 3706                     |                      | 105        | 175        | 46         |
| 1990                                                                            | 220 000              | 265 000   | 83.0           | 55         | 18            | 37            | 4000                     |                      | 64         | 97         | 36         |
| 1999                                                                            | 255 140              | 313 442   | 81.4           | 40         | 28            | 12            | 6378                     | 1                    | 25         | 61         | 38         |
| 2000                                                                            | 235 526              | 297 508   | 79.2           | 56         | 35            | 21            | 4205                     |                      | 29         | 62         | 36         |
| 2001                                                                            | 224 809              | 287 845   | 78.1           | 36         | 18            | 18            | 6244                     | 1                    | 27         | 44         | 36         |
| 2008                                                                            | 217 851              | 295 264   | 73.8           | 38         | 21            | 17            | 5732                     |                      | 24         | 49         | 37         |
| 2014                                                                            | 221 600              | 300 402   | 73.8           | 47         | 26            | 21            | 4714                     |                      | 27         | 40         | 36         |
| 2017                                                                            | 225 000              | 306 200   | 73.5           | 52         | 42            | 10            | 4326                     |                      | 16         | 40         | 31         |
| 2020                                                                            | 246 781              | 341 343   | 72.3           | 50         | 44            | 6             | 4935                     |                      | 7          | 38         | 37         |
| 2022                                                                            | 247 320              | 342 900   | 72.1           | 52         | 46            | 6             | 4756                     | 8                    | 7          | 28         | 38         |
| Fuente: Catholic-Hierarchy, que a su vez toma los datos del Anuario Pontificio. |                      |           |                |            |               |               |                          |                      |            |            |            |

### Vida consagrada
En el territorio de la diócesis, desempeñan su labor carismática religiosos y religiosas, de los siguientes institutos de vida consagrada o sociedades de vida apostólica: Orden de Predicadores (dominicos), Pía Sociedad de San Francisco de Sales (salesianos), Misioneros del Sagrado Corazón, Congregación de San Miguel Arcángel (miguelitas), Hermanos de la Beata Virgen María Madre de la Misericordia (hermanos de Tilburg), Hermanos de Nuestra Señora de Lourdes, Instituto Secular Cruzados de San Juan, Hermanas de la Caridad de Jesús y de María, Madre del Socorro (Hermanas de schijndel), Hermanas Penitentes Recoletinas de la Inmaculada Concepción (franciscanas de Roosendaal) y Monjas de la Orden de los Predicadores (monjas dominicas).

## Episcopologio

### Prefectos apostólicos de Curazao
- Martinus Johannes Niewindt (1823-1842 elevado a vicario apostólico[6])

### Vicarios apostólicos de Curazao
- Martinus Johannes Niewindt † (1842-12 de enero de 1860 falleció)
- Johannes Fredericus Antonius Kistemaker † (12 de enero de 1860-25 de mayo de 1869 renunció)
- Petrus Hendricus Josephus van Ewyk, O.P. † (5 de junio de 1869-17 de mayo de 1886 falleció)
- Ceslaus H. J. Heynen, O.P. † (24 de agosto de 1886-10 de mayo de 1887 falleció)
- Alphonsus M. H. Joosten, O.P. † (4 de octubre de 1887-18 de diciembre de 1896 falleció)
- Ambrosius Jacobus J. van Baars, O.P. † (15 de febrero de 1897-25 de marzo de 1910 falleció)
- Michael Antonio Maria Vuylsteke, O.P. † (10 de junio de 1910-4 de agosto de 1930 falleció)
- Pietro Giovanni Umberto Verriet, O.P. † (13 de noviembre de 1931-10 de marzo de 1948 falleció)
- Antonio Ludovico Van der Veen Zeppenfeldt, O.P. (11 de noviembre de 1948-9 de diciembre de 1956 renunció)
- Joannes Maria Michael Holterman, O.P. (9 de diciembre de 1956-28 de abril de 1958 nombrado obispo de la sede)

### Obispos de Willemstad
- Joannes Maria Michael Holterman, O.P. (28 de abril de 1958-7 de agosto de 1973 renunció)
- Wilhelm Michel Ellis (7 de agosto de 1973-11 de octubre de 2001 retirado)
- Luigi Antonio Secco, S.D.B. (11 de octubre de 2001 por sucesión-7 de enero de 2025 retirado)
  - Charles Jason Gordon, desde el 7 de enero de 2025 (administrador apostólico)